# 'Round About Midnight at the Cafe Bohemia
'Round About Midnight at the Cafe Bohemia è un album live di Kenny Dorham, pubblicato dalla Riverside Records nel 1957. Il disco fu registrato dal vivo il 31 maggio 1956 al "Cafe Bohemia" di New York.

## Tracce
Lato A
1. Monaco – 6:43 (Kenny Dorham)
2. 'Round About Midnight – 7:45 (Bernie Hanighen, Cootie Williams, Thelonious Monk)
3. Mexico City – 6:01 (Kenny Dorham)

Lato B
1. A Night in Tunisia – 9:36 (Dizzy Gillespie, Frank Paparelli)
2. Autumn in New York – 4:39 (Vernon Duke)
3. Hill's Edge – 8:19 (Kenny Dorham)

Edizione CD del 1987, pubblicato dalla Blue Note Records CDP 7 46541 2
1. Monaco – 6:43 (Kenny Dorham)
2. 'Round About Midnight – 7:45 (Bernie Hanighen, Cootie Williams, Thelonious Monk)
3. Mexico City – 6:01 (Kenny Dorham)
4. A Night in Tunisia – 9:36 (Dizzy Gillespie, Frank Paparelli)
5. Autumn in New York – 4:39 (Vernon Duke)
6. Hill's Edge – 8:19 (Kenny Dorham)
7. K.D.'s Blues – 9:28 (Kenny Dorham) – Bonus track
8. Who Cares – 6:19 (George Gershwin) – Bonus track
9. Mexico City – 6:45 (Kenny Dorham) – Bonus track, alternate take

Edizione 2 CD del 2002, dal titolo "The Complete 'Round About at the Cafe Bohemia" (Blue Note Records)
CD 1
1. K.D.'s Blues – 10:41 (Kenny Dorham) – Live Set 1, alternate take
2. Autumn in New York – 4:38 (Vernon Duke) – Live Set 1
3. Monaco – 5:33 (Kenny Dorham) – Live Set 1, alternate take
4. N.Y. Theme – 5:39 (Kenny Dorham) – Live Set 1
5. K.D.'s Blues – 9:30 (Kenny Dorham) – Live Set 2
6. Hill's Edge – 8:16 (Kenny Dorham) – Live Set 2
7. Night in Tunisia – 9:31 (Dizzy Gillespie, Frank Paparelli) – Live Set 2
8. Who Cares ? – 4:59 (George Gershwin, Ira Gershwin) – Live Set 2
9. Royal Roost – 8:41 (Kenny Dorham) – Live Set 2

CD 2
1. Mexico City – 6:02 (Kenny Dorham) – Live Set 3
2. 'Round About Midnight – 7:44 (Bernie Hanighen, Thelonious Monk, Cootie Williams) – Live Set 3
3. Monaco – 6:37 (Kenny Dorham) – Live Set 3
4. Who Cares ? – 6:21 (George Gershwin, Ira Gershwin) – Live Set 3, alternate take
5. My Heart Stood Still – 7:49 (Lorenz Hart, Richard Rodgers) – Live Set 3
6. Riffin' – 7:50 (Kenny Dorham, Horace Henderson) – Live Set 4
7. Mexico City – 6:36 (Kenny Dorham) – Live Set 4, alternate take
8. The Prophet – 6:20 (Kenny Dorham) – Live Set 4

## Musicisti
- Kenny Dorham - tromba
- J.R. Monterose - sassofono tenore
- Bobby Timmons - pianoforte
- Kenny Burrell - chitarra
- Sam Jones - contrabbasso
- Arthur Edgehill - batteria